# Ruelle-sur-Touvre
Ruelle-sur-Touvre település Franciaországban, Charente megyében. Lakosainak száma 7396 fő (2022. január 1.). Ruelle-sur-Touvre Brie, Champniers, Gond-Pontouvre, L’Isle-d’Espagnac, Magnac-sur-Touvre, Mornac és Touvre községekkel határos.

## Népesség
A település népessége az elmúlt években az alábbi módon változott:
| Lakosok száma | 6507 | 7769 | 7203 | 7405 | 7357 | 7227 | 7201 | 7305 | 7364 | 7396 |
|               | 1968 | 1982 | 1990 | 2006 | 2013 | 2015 | 2017 | 2019 | 2020 | 2022 |